# Germinal
Germinal (1885.) je 13. roman iz Zolinog dvadesetoknjižnog ciklusa Rougon-Macquartovi ili Prirodna i društvena povijest jedne obitelji pod Drugim carstvom. Smatra se Zolinim najvećim djelom i jednim od najvećih djela na francuskom.
Glavni lik romana je Etienne Lantier, koji je prije viđen u Zolinom remek-djelu Jazbina. Lantier je predstavljen kao mladi migrant koji dolazi u sjevernu Francusku i tu radi kao rudar.

## Fabula
Roman započinje dolaskom mladića Etienna Lantiera u rudarsko naselje Voreux. Teško dobiva posao u rudniku jer vlada kriza, tvomice se zatvaraju i nitko ne prima nove radnike. Etienne se pridružuje grupi rudara u kojoj rade članovi obitelji Maheu. Iako su svi sposobni za rad njihov život je ispunjen krajnjom bijedom, a glad je svakim danom sve prisutnija u njihovom domu. Obitelj ima sedmoro djece. Svi zajedno žive u skučenom, jadnom stanu poput životinja. U njihovoj bijedi umire svaki smisao za stid i suzdržanost - oni jedu, spavaju, kupaju i ljube se jedni pred drugima, posve prirodno, jer drugačije ne mogu.
U rudniku se Etienne upoznaje s ocem obitelji i s Catherine. Ona se u početku snalazi bolje od Etienna no kasnije se i on priviknuo na novi i teški način života. Potajno je gledao Catherinu koju je, više na silu nego svojom voljom, za djevojku uzeo Chaval. 
Od tada je medu Chavalom Ettienom tinjala pritajena mržnja. U obitelji Maheu bijeda je bivala sve veća, a pratile su je i nedaće koje idu s njom u korak - bolest, nasilje, djeca su se skitala i bježala od kuće. Uz to, u rudniku se dogodila nesreća - odron je usmrtio neke rudare, a stradao je i Jeanlin Maheu - odron mu je neizlječivo ozlijedio obje noge. Nakon što se Zacharie oženio, Etienne dolazi živjeti kod obitelji Maheu, a u bliskom kontaktu s Catherine njegove emocije prema njoj rastu. Chaval je zlostavlja i muči, a ona to prima s pokornom ravnodušnošću. Uskoro ona napušta porodicu i odlazi živjeti s Chavalom, zbog njegove ljubomore na Etienna i zbog batina kojima joj stalno prijeti. 
U romanu pratimo i jedan drugi svijet, svijet bogatih ljudi koji lagodno žive, punog želuca i njegovanog tijeka i duha. Tako Zola prikazuje obitelj Hennebeau i Gregorie koje je vijest o iznenadnom štrajku zatekla pri zajedničkom obilatom ručku. 
Silna bijeda pokrenula je ljude na štrajk, u kojem neki vide samo način da se poslodavce prisili da povećaju nadnice, dok drugi, puni zanosa, u njemu gledaju nagovještaj novog vremena. Njima pripada i Etienne koji se uskoro ističe svojim gorljivim govorima. Masa puna gorčine, slijepa od gladi i mržnje uništava postrojenje, a poslije dolazi i do zvjerskog ubojstva lihvara Maigrata i napada na bogate porodice. Štrajk traje uistinu dugo i svi su već na kraju snaga - ljudi su razdražljivi, sukobi plamte, jedni druge nazivaju kukavicama, a sve ih muči ista briga - glad. zbog velikih nereda vojska dolazi čuvati rudnik, a vlasnici prijete dovođenjem radnika iz drugih rudnika. Izbija krvavi sukob, vojska puca u štrajkaše, a poslije goni i želi zatvoriti vođe štrajka. 
Nakon dugih muka štrajk završava bez uspjeha. Radnici se vraćaju na posao prisiljeni bijedom i glađu. Catherine i Etienne rade zajedno, a u blizini je uvijek Chaval. Zajedno ih zatiče velika nesreća koja razara nekoliko okana rudnika. Stradavaju mnogi radnici, a gnupa od dvadesetak njih ostaje zarobljena pod zemljnom. Tu su Etienne i Catherina, ali i Chaval. Bore se za život: nadolazi voda, nema zraka, okružuje ih tama, a svjetiljke se polako troše. Chaval nudi Catherini kruha - ako se preda i napusti Etienna. Ona se predaje gonjena životinjskim instinktom za preživljavanje. Chaval želi naplatiti potrošeni kruh te grubo napastuje iscrpljenu Catherin. Etienne više ne može izdržati mučenje i nepravdu i ubija Chavala. Predstoji lagano umiranje, pomoć ne dolazi, a životi zarobljenih rudara se polako gase. U zadnjem trenutku života Catherine priznaje Etiennu svoju ljubav. On je još dugo drži u narućju iako zna da je mrtva. Zatim i sam gubi svjest. 
Spasioci ih ipak pronalaze. Nakon šest tjedana provedenih u bolnici, Etienne se polako vraća u život te ispunjen razočarenjem odlazi iz rudnika. No, roman ipak završava optimistički: Etienne odlazi koračajući zemljom koja se budi i osjeća ogromnu snagu u njoj - snagu rudara koji žive i bore se u njenoj crnoj utrobi.